# Terra plana

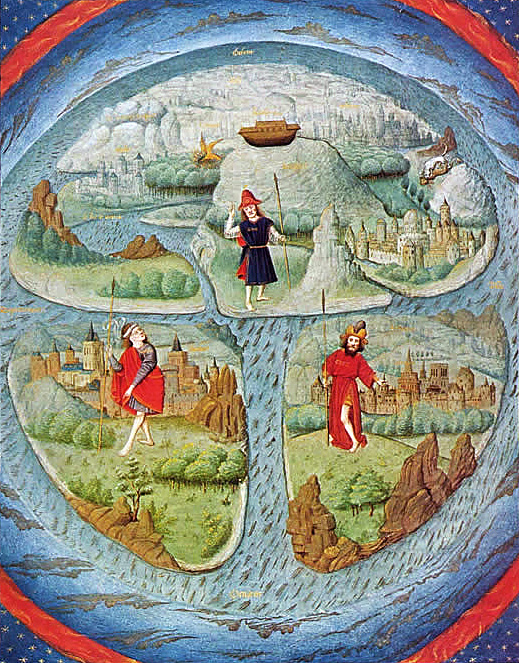
Adaptació del segle XV d'un mapa T-O. Aquest tipus de mapamundi medieval il·lustra tan sols la part accessible d'una terra esfèrica, ja que es creia que ningú podia ser capaç de creuar el clima tòrrid prop del equador per passar a l'altra banda del globus.

La Terra plana és un antic concepte que definia la Terra com una superfície plana, és a dir, un full de paper o un plànol finit, en forma de disc. Això contrasta amb el punt de vista real d'una terra esfèrica.
Diverses cultures han tingut una concepció de la Terra plana, incloent-hi l'antiga Babilònia, Egipte, abans de la Grècia clàssica i la Xina.

## Validesa i utilitat

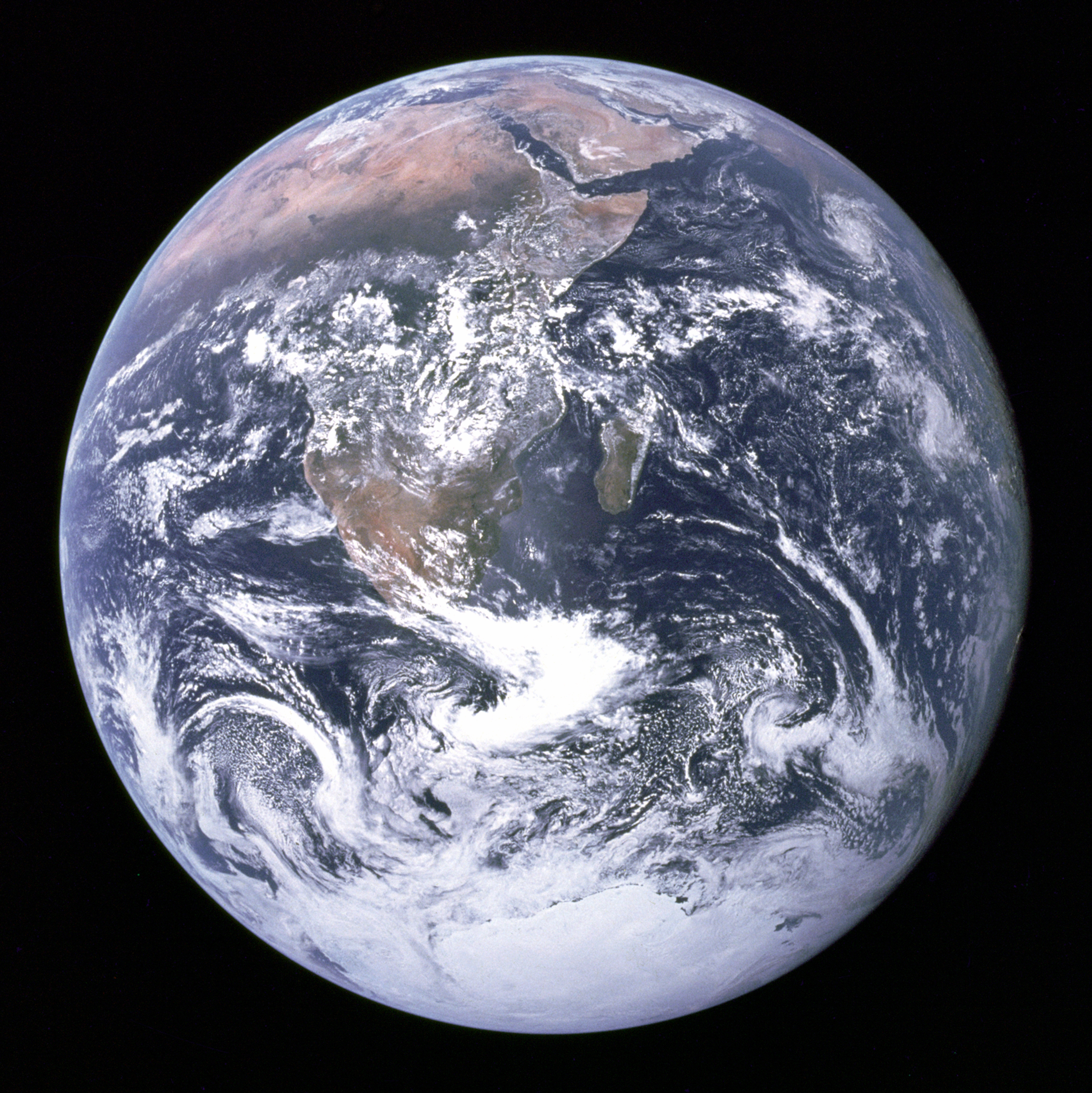
Imatge de la Terra presa des de l'Apollo 17.

La superfície de la Terra es pot aproximar com plana en petites distàncies. Suposant que la Terra fos en realitat plana, era un sofisticat coneixement de la gent primitiva: es van adonar que tots els accidents geogràfics de la geografia local (turons, valls, rius...), són els desnivells d'una superfície que va ser aproximadament global. Quan es mesura la suma dels angles d'un triangle en un pla, el resultat és 180°, la qual cosa no és equivalent si es fa la mateixa operació en una esfera.

## Mitologia mesopotàmica
La creença d'una Terra plana es troba en els escrits més antics de la humanitat. A la mitologia de mesopotàmia, es pensava que el món era un disc pla surant en l'oceà, i això constitueix la premissa per als mapes d'Anaximandre de Milet i Hecateu.

## Bíblia
Alguns teòlegs bíblics i els investigadors sostenen que almenys alguns llibres de text dels escriptors de l'Antic Testament de la Bíblia, són compatibles amb una visió del món de Babilònia, segons el qual la Terra és plana, i està coberta per una sòlida cúpula celeste, el Firmament. Segons els ja anomenats textos, el firmament era el cel on Déu estableix el sol (Sl 19:5) i les estrelles (Gen 1:14). El concepte de terra plana sembla esmentat en Isaïes 40:22, en què es parla de Déu com "habitatge per sobre del cercle de la terra". Segons l'investigador Paul Seely, "no hi ha res ni en la paraula hebrea subjacent, o en el context que necessàriament impliqui alguna cosa més que la circularitat de la terra en forma de disc pla". "Si l'autor volia descriure la Terra com un globus, molt probablement hauria utilitzat la paraula bola, (com en Isaïes 22:18)". Paul Seely admet més tard: "Mai he dit que la Bíblia ensenyi implícitament que el firmament és sòlid o que la terra és un disc pla"; "Per contra, crec que tots dos estan divinament inspirats a les opinions dels temps contemporanis";" Podia triar per interpretar el plànol terrestre com en el Gènesi, però la planària de la terra no era explícitament ensenyada en la Bíblia". Job 26:7 diu que Déu estava "penjant de la terra al no-res" i el mateix vers també descriu el nord (de la Terra), com una plana sobre res.

## Llibre d'Henoc

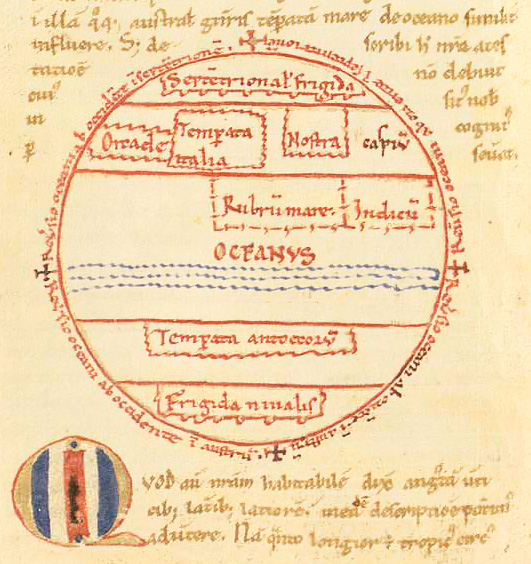
Mapa esquemàtic d'un manuscrit del del Comentari al Somni d'Escipió de Ciceró de Macrobi, mostrant la zona habitada del nord del món, separada de les Antípodes per un oceà imaginari ocupant tot l'equador.

En el no canònic Llibre d'Henoc es presenta un concepte en què el Sol i la Lluna es mouen en la cúpula celeste a través d'una sèrie d'obertures (el que reflecteix el moviment aparent dels seus punts de sortida i la posta en tot l'any). A continuació estan escrits quatre manaments del capítol 72 del llibre d'Enoc, que expliquen els moviments del Sol, la Lluna, i els estels:
| « | Aquesta és la primera llei de les lluminàries, la lluminària del Sol, que neix a les portes orientals del firmament, i s'oculta a les portes occidentals del cel. Vaig veure sis portes on el Sol neix i sis portes on el Sol s'amaga, la Lluna neix i s'oculta per aquelles portes, així com els líders dels estels i qui els guien a ells. Són sis portes l'Orient i sis l'Occident, una darrere l'altre, en rigorós ordre, a més de moltes finestres a l'esquerra i a la dreta d'aquelles portes. Primer apareixia la gran lluminària, nom del qual és el Sol i la seva circumferència és com la circumferència del cel, i està completament ple d'un foc que il·lumina i abrasa. El vent porta el carro en el qual ell ascendeix, i el Sol s'oculta i retorna a través del nord per tornar a l'orient i es conduït perquè entri per aquella porta i brilli enmig del firmament. | » |

## Grècia antiga
En els temps clàssics va aparèixer la idea alternativa que la Terra era esfèrica. Va ser defensada per Pitàgores, aparentment per raons estètiques, ja que també argumentava que tots els objectes astronòmics eren, al seu torn, esfèrics. Aristòtil presentà proves de la forma esfèrica de la Terra mitjançant les seves observacions, apuntant que els viatgers que viatjaven cap al sud observaven les constel·lacions del respectiu hemisferi que pujaven la seva posició cap a l'horitzó. Això només és possible si el ja anomenat horitzó es troba formant un angle respecte a l'horitzó d'algú ubicat més al nord, és a dir, la forma de la Terra no podia ser plana. A més a més, la vora de l'ombra terrestre a la Lluna durant la fase parcial d'un eclipsi lunar sempre és circular, sense importar l'altura aparent de la Lluna sobre l'horitzó. Només una esfera pot generar una ombra circular en qualsevol direcció, ja que un disc circular pla crearia una ombra amb forma d'el·lipse en la major part de les direccions.
La circumferència de la Terra va ser mesurada cap a l'any 240 aC per Eratòstenes. Ell sabia que a Syene, l'actual Assuan, la llum del Sol queia en perpendicular durant el solstici d'estiu, i que l'ombra creada pel Sol a Alexandria formava en un angle aproximadament d'1/50 part d'un cercle. Estimà la distància en línia recta entre Siena i Alexandria en uns 5.000 estadis, cosa que li va permetre calcular la circumferència de la Terra en uns 252.000 estadis, i cada arc de grau en 700 estadis. Encara que Eratòstenes va emprar aproximacions bastant àmplies, dependent de la longitud que s'accepti per a un estadi, el seu resultat està dins d'un marge d'entre un 2% i un 20% dels valors calculats avui en dia. Val la pena comentar que Eratòstenes tan sols podia mesurar la circumferència terrestre assumint que la distància fins al Sol és tan gran que els seus rajos són essencialment paral·lels. Una mesura similar, inclosa en un tractat matemàtic xinès (el Zhoubi suanjing) del segle i, va ser usada per mesurar la distància fins al Sol assumint que la Terra era plana.
Durant aquest període, la Terra sovint era considerada dividida en zones de clima, amb un clima fred en els pols nord i sud, amb un mortal clima tòrrid prop de l'equador, i un suau i habitable clima temperat entre els dos. Es pensava que les diverses temperatures a les regions depenien de la seva distància fins al Sol, encara que s'equivocaven en creure que ningú podia travessar la línia del clima tòrrid i arribar a les terres de l'altra meitat del globus. En el seu dia, aquelles terres imaginàries i els seus habitants foren anomenats antípodes.
Lucreci (segle i aC.), un filòsof grec, s'oposà al concepte d'una terra esfèrica, perquè trobava absurda la idea dels antípodes. Però, cap al segle i, Plini el Vell es considerava en posició d'afirmar que tot el món estava d'acord amb la idea de la forma esfèrica de la Terra (Naturalis Historia, 2.64), però encara van seguir les disputes de la natura dels antípodes, i també sobre com era possible mantenir l'oceà formant una corba. De forma molt interessant, Plini considerava, com "teoria intermèdia", la possibilitat d'una esfera imperfecta, "amb forma de pinya" (Naturalis Historia, 2.65).
Al segle ii el cèlebre astrònom Ptolemeu va atorgar diversos arguments defensant la forma esfèrica de la Terra. Entre ells hi havia l'observació que al navegar fins a les muntanyes, aquestes semblaven créixer sobre el mar, indicant que estaven anteriorment ocultes per la superfície corbada del mar.
A finals de l'edat clàssica, enciclopedistes tan reanomenats com Macrobi (segle iv) i Marcià Capel·la (segle v) van discutir la circumferència de l'esfera terrestre, a la seva posició central en l'univers, la diferència de les estacions entre els hemisferis nord i sud, i molts altres detalls geogràfics. En el seu comentari al Somni d'Escipió de Ciceró, Macrobi descriu la Terra com un globus de grandària insignificant en comparació amb la resta de l'univers.

## Antiga Índia
Des de l'antiguitat, una visió cosmològica prevalguda a l'Índia, és que la Terra consta de quatre continents, agrupats entorn de la muntanya Meru, com els pètals d'una flor. Segons aquesta visió, més enllà dels continents només hi havia l'oceà. Aquesta opinió va ser elaborada per la cosmologia budista tradicional, que representa el món com un vast i pla disc oceànic (de la magnitud d'un petit sistema planetari), delimitat per les muntanyes, en el qual els continents es defineixen com a petites illes. El centre d'aquest disc hi ha la immensa Muntanya Sumeru, l'eix del món, al voltant de la qual les estrelles, el Sol i la Lluna giren; el canvi de dia i de nit és causat per l'ocultació del Sol per aquesta muntanya. Aquest món és només un nombre infinit de mons semblants, que s'estenen en totes direccions.
L'astrònom i matemàtic Aryabhata (476-550 dC) va escriure una obra sobre l'esfera de la Terra i el moviment dels planetes. Les dues últimes parts de la seva obra mestra, en sànscrit, que van ser anomenades com Kalakriya ("reconeixement de temps") i la Gola ("esfera"), afirmen que la terra és esfèrica i que la seva circumferència fa 4967 iojanes segons una mesura antiga, que en les unitats modernes és equivalent a 39.968 quilòmetres, i només té un marge d'error de menys de 62 quilòmetres comparant-lo amb el valor actual de 40.030 km. També va dir que l'aparent rotació dels objectes celestes es va deure a la rotació de la Terra, el càlcul de la durada del dia sideral a 23 hores, 56 minuts i 4,1 segons, que, com la mesura de la circumferència terrestre, és sorprenentment precisa. És probable que els resultats dAryabhata influïssin l'astronomia europea, ja que el segle viii la versió àrab de l'obra dAryabhata va ser traduïda al llatí en el segle xiii.

## Antiga Xina
A l'antiga Xina, la creença predominant era que la terra era plana i en forma de quadrat, mentre que els cels la rodejaven. Aquesta hipòtesi va ser acceptada fins al segle xvii, amb la introducció de la Xina a l'astronomia europea. A la dinastia Han (202 aC- 220 dC) el text de Da Dai Li Khi (大戴礼记) (registre d'actes rituals per Dai superior), que cita l'anterior Shen Zeng (505 aC-436 aC) en resposta a una pregunta, admet que és difícil conceptualitzar la vista ortodoxa xinesa de les quatre cantonades de la terra i de quina manera podrien ser cobertes adequadament. Les primeres conjectures d'un altre astrònom, Zhang Heng (78-139 dC), explica l'existència de la terra i de l'univers en l'oval d'un ou de gallina, i la terra és el rovell de l'ou en corba, han estat refutades pel sinòleg anglès Cristopher Cullen.
En un passatge de Zhang Heng de la cosmogonia no traduït, Zhang mateix diu: "El cel té el seu cos des del Yang, per la qual cosa és rodona i està moviment. El cos de la Terra prové del Yin, per la qual cosa és plana i quieta". El punt de semblança entre les dues teories, posant l'exemple de l'ou, és simplement posar èmfasi en el fet que la terra estigui completament tancada en el cel, en comptes de limitar-se a estar coberta per dalt, com el Kai T'ien descriu. Els astrònoms xinesos, molts d'ells brillants en la seva feina, van seguir pensant en teories cosmogòniques, en les quals la Terra era plana, fins al segle xvii. Aquest sorprenent fet podria ser el punt de partida per a un nou "examen" de l'aparent facilitat amb què la idea d'una esfèrica terra trobés acceptació en el segle V aC a Grècia.
En el segle xvii, a causa de la gran influència dels jesuïtes que ocupaven alts càrrecs com astrònoms a les corts xineses, la idea d'una Terra esfèrica es va difondre a la Xina. Així, poc després de la caiguda de la dinastia Ming, el tractat de Chi Ming Xiong-yu va ser escrit (1648), i va mostrar una imatge impresa de la Terra com un globus esfèric, amb un text que diu: "La Terra certament no té forma quadrada ni cantonades". El text també assenyala que els vaixells de vela podrien tornar al seu port d'origen després de navegar donant la volta a les aigües de la terra. Chi Ming Xiong-yu, a fi de persuadir l'elit de la seva classe, va tornar les idees dels teòrics de Tian Hun per defensar les seves idees.
La influència del mapa globalitzat és clarament occidental, ja que els mapes de cartografia xinesa van calcular la mesura de l'angle de l'esfera en 365,25 graus, mentre que els occidentals la van calcular en 360 graus. També és d'interès comentar que a la localització de la Xina al mapa, es poden veure les pagodes xineses, mentre que en el costat oposat hi ha dibuixades catedrals europees.

## Església cristiana primitiva
Des dels inicis de la teologia cristiana, el coneixement de l'esfera de la Terra s'ha generalitzat. Hi va haver un cert debat sobre la possibilitat de l'existència dels habitants dels antípodes. La gent imaginava un clima insuportable a causa de la seva elevada temperatura, era difícil relacionar això amb la visió cristiana de la raça humana unificada descendent d'una parella (Adam i Eva) i redimida per un sol Jesucrist.
- Sant Agustí d'Hipona (354 - 430), una de les figures més importants del desenvolupament del cristianisme, argumentà en contra que hi hagués habitants als antípodes:

| « | Però sobre la faula que existeixen els Antípodes, és a dir, homes que viuen en el costat oposat de la Terra, on el Sol s'aixeca quan per a nosaltres es pon, homes que caminen amb els seus peus oposats als nostres, això no és creïble de cap de les maneres i, certament, no s'afirma que s'hagi après això per coneixement històric, sinó per conjectures científiques, basant-se en el fet que la terra està suspesa dins de la concavitat del cel, i que té tant d'espai en un costat com a l'altre: per això afirmen que la part baixa també deu estar habitada. Però no remarquen que, encara que se suposa científicament demostrat que el món té una forma esfèrica, això no demostra que l'altra cara estigui lliure d'aigua; encara que, si no estigués cobert de mar, tampoc ha d'estar necessàriament habitada. | » |

Com aquella gent haurien de ser descendents d'Adam, haurien d'haver viatjat cap a l'altre costat del món en algun moment; Sant Agustí continua:
| « | És massa absurd dir que cap home pot haver pres un vaixell i viatjar a través de tot l'immens oceà, i travessar aquest costat fins a l'altre, i que, per tant, els habitants d'aquella llunyana terra puguin descendir d'aquell home primigeni. | » |

Curiosament, aquest paràgraf seria emprat segles després pels colonitzadors del Nou Món i de l'Àfrica, per justificar la seva actitud de menyspreu pels indígenes des d'una base teològica. En qualsevol cas, Sant Agustí descriu explícitament la Terra com un globus en diversos dels seus escrits. En el seu comentari sobre la Interpretació literal del Gènesi, Agustí considera la Terra com un globus, "En el moment en el qual per nosaltres és de nit, el sol il·lumina amb la seva presència altres parts del món. Durant el seu circuit de 24 hores sempre hi ha un lloc on és de dia i un on és de nit." "Tot i que l'aigua encara tapava tota la Terra, no hi havia res que evités, a l'enorme esfera aquosa, en un costat el dia per la presència de llum, i en l'altre costat la nit, a causa de l'absència de llum."

Uns quants autors cristians s'oposaren al concepte que la Terra era esfèrica:
- Lactanci (245 - 325), després de la seva conversió al cristianisme i el seu rebuig a la filosofia grega, el qualificà de "bogeria", en argumentar que la gent a l'altre costat del món no "obeiria" a la gravetat. Es preguntava:[28]

| « | Existeix algú tan insensat per creure que hi ha persones les petjades de les quals estiguin més altes que els seus caps? Que les llavors i els arbres creixen cap avall? Que les pluges i les neus cauen cap a dalt fins a terra? No tinc paraules per donar a aquells que, una vegada que han errat, insisteixen en la seva bogeria i defensen una cosa banal, una darrere de l'altre. | » |

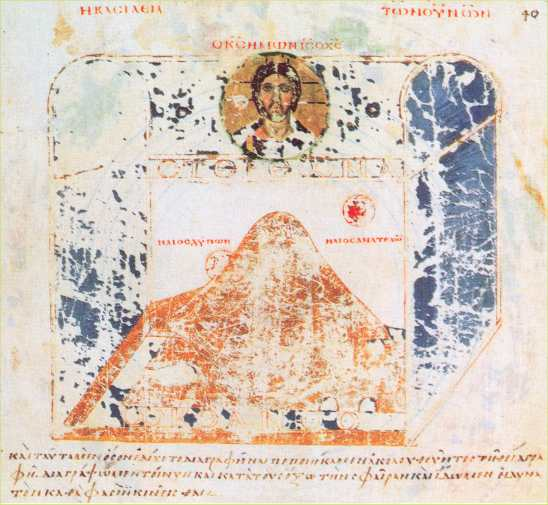
Dibuix de la Terra segons Cosmas Indicopleustes - terra plana en un tabernacle.

- Sant Ciril de Jerusalem (315 - 386) veia la Terra com un firmament flotant a l'aigua, i no és clar si parlava de forma poètica o en un sentit més físic.
- Sant Joan Crisòstom (344 - 408) creia que una Terra esfèrica era contradictòria amb el contingut de les sagrades escriptures.[30]
- Diodor de Tars (mort en 394) també defensava la idea d'una Terra plana basant-se en les escriptures; però, l'opinió de Diodor només ha arribat a la història mitjançant una crítica de la mateixa realitzada per Foci.[31]
- Severià, bisbe de Gabala (mort en el 408), escrivia: "La Terra és plana, i el Sol no passa sota seu durant la nit, sinó que viatja a través de les zones del nord, com si estigués ocult per un mur".[32]
- Cosme Indicopleustes (547) monjo egipci a la seva Topographia Christiana, en la qual, l'Arca de l'Aliança hauria de representar el conjunt de l'univers, argumentava en base teològica que la Terra era plana, un paral·lelogram tancat per quatre oceans.
- Sant Basili de Cesarea (329 - 379), creia que l'assumpte era teològicament irrellevant.[33]

## Edat mitjana

### Alta edat mitjana

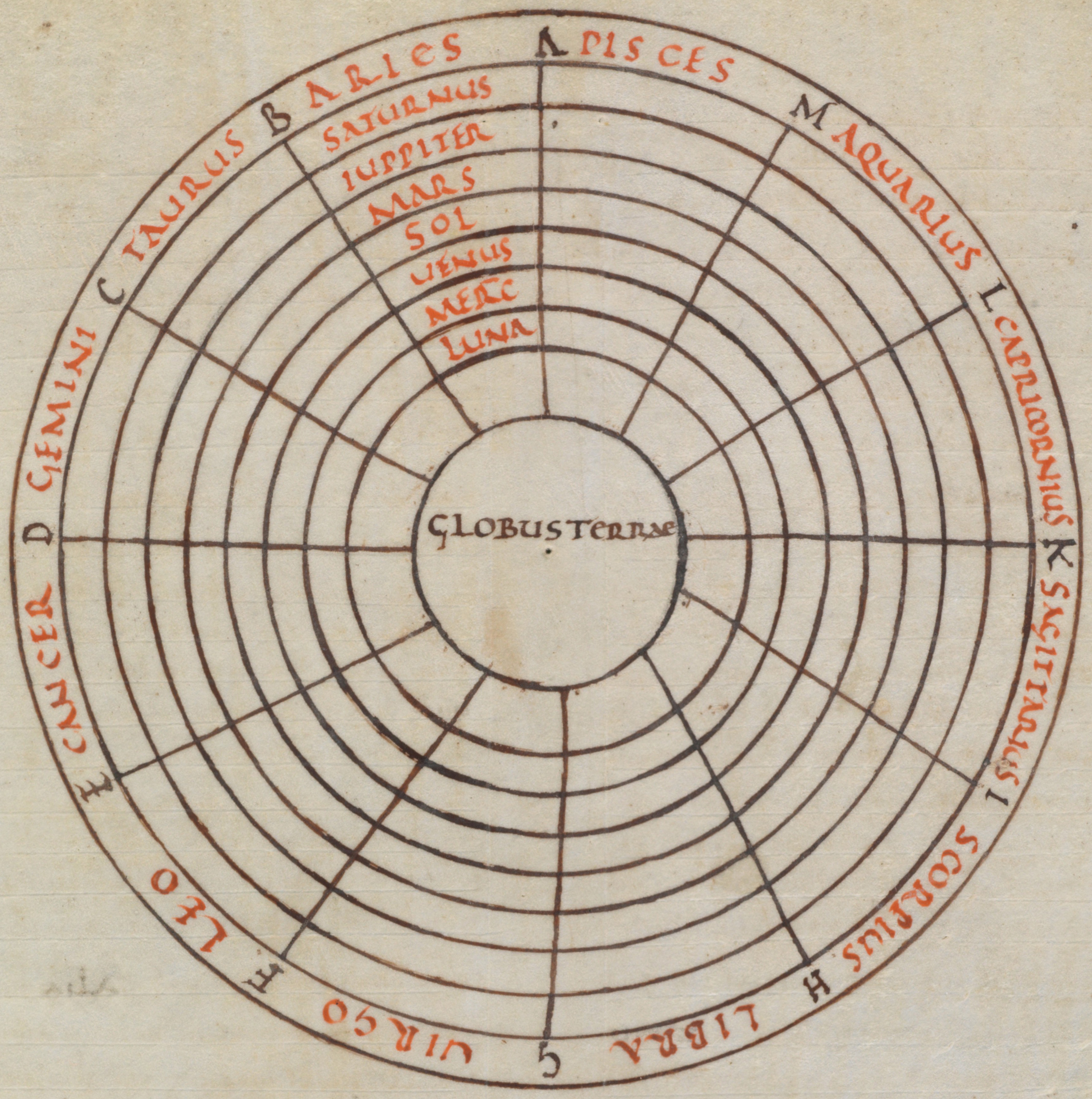
Diagrama Macrobià del de l'univers amb la terra al centre.

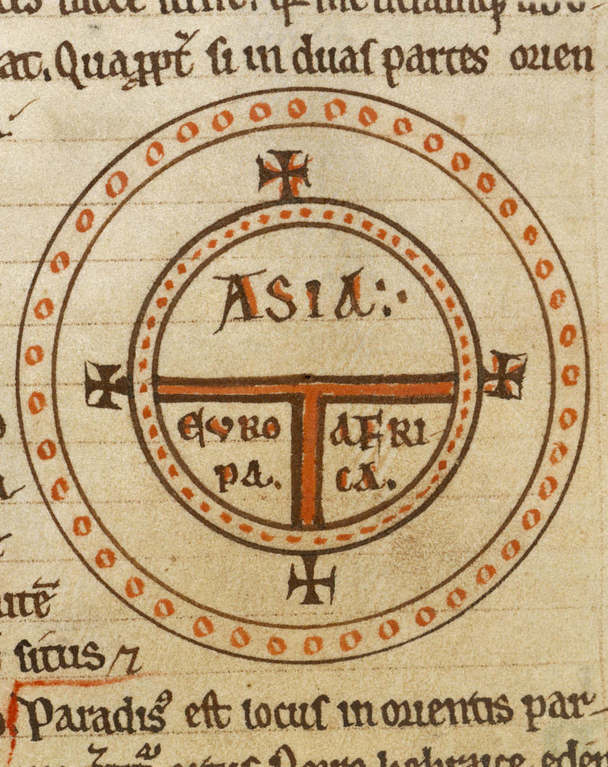
Mapa T-O del representant el món no habitat segons la descripció de sant Isidor de Sevilla a la seva obra "Etimologies". (cap. 14, de terra et partibus).

Amb la fi de l'Imperi Romà, Europa Occidental entrà a l'Edat Mitjana amb grans dificultats, que afectaren la "producció" intel·lectual del continent. La majoria dels tractats científics de l'antiguitat clàssica (escrits en grec) no estaven disponibles, ocupant el seu lloc per resums i compilacions simplificades. Així i tot, la majoria dels llibres de text de l'alta edat mitjana defenien la forma esfèrica de la Terra. Per exemple, molts manuscrits medievals de Macrobi portaven inclosos mapes de la Terra que mostraven les antípodes, mapes de zones mostrant els climes Ptolemaics derivats del concepte de Terra esfèrica, i un diagrama ensenyant la Terra (etiquetada com a globus terrae, el globus terrestre) com el centre d'un conjunt d'esferes celestes ordenades jeràrquicament. Es poden trobar imatges d'algunes d'aquestes representacions en el ja anomenat Somni d'Escipió.
La visió europea de la forma de la Terra durant els finals de l'edat antiga i l'alta edat mitjana, es pot expressar millor mitjançant els escrits dels erudits cristians primigenis:
- Boeci (s. V-VI), qui també va escriure un tractat de teologia titulat Sobre la trinitat, en el qual va repetir el model de Macrobi de la Terra com a punt insignificant en el centre d'un cosmos esfèric en la seva influent i àmpliament traduïda obra De consolatione Philosophiae.[35]
- Sant Isidor de Sevilla (560 - 636 dC]) ensenyà dins de la seva massivament difosa enciclopèdia de (les Etimologies) que la Terra era esfèrica. La interpretació de la seva descripció és ambigua, i alguns autors sostenen que en realitat es referí a una Terra amb forma de disc; això no obstant, la resta de les seves obres deixen clar que considerava la Terra com un globus.[36] També va admetre la possibilitat que hi hagués gent habitant les Antípodes, encara considerant-ho com a llegenda[37] i recalcant que no hi havia proves de la seva existència.[38] A més a més, l'analogia ja comentada de Sant Isidor, que podia interpretar-se com presentant la Terra com un disc, fou usada a tota l'edat mitjana per autors clarament a favor d'una Terra esfèrica, com, per exemple, el bisbe del segle ix Raban Maur, qui comparà la part habitable de l'hemisferi nord (el clima temperat del nord, segons Aristòtil d'Estagira) amb una roda, imaginada com una secció de l'esfera completa.
- El monjo Beda (672 - 735) va escriure en el seu influent tractat sobre el càlcul de la data de Pasqua (o computus), L'esdevenir del temps, en el qual deia que la Terra era esfèrica, explicant la diversa longitud del temps de llum diürna amb les estacions per "la rodonesa [l'esfericitat] de la Terra, ja que, no sense raó, és anomenada l'Orbe del món a les pàgines de les Sagrades Escriptures i a la literatura ordinària. Està, de fet, situada com una esfera al centre de l'univers".[39] La gran quantitat de manuscrits supervivents d'aquella obra, copiats a fi d'arribar a la condició carolíngia que tots els clergues estudiessin el computus, indica que molts, o si no tots els clergues estudiaren com a certa la idea de l'esfericitat de la Terra.[40] Aelfric, va traduir a Beda en Anglès antic, i digué: "Ara l'esfericitat de la Terra i l'òrbita del Sol constitueixen els obstacles a la mateixa longitud del dia a totes les terres."[41]
- En certes ocasions, s'anomena al bisbe Virgili de Salzburg (700 - 784) com a víctima de persecucions per haver ensenyat "una perversa i pecaminosa doctrina ... contra Déu i contra la seva pròpia ànima" sobre la forma esfèrica de la Terra. El Papa Zacaries decidí que "si fos clarament establert que profetitzava la creença en un altre món i altres gents existint sota la Terra, o en un altre Sol i/o Lluna, haureu de formar un concili i privar-lo del seu rang sacerdotal, i expulsar-lo de l'Església."[42] El tema en disputa no era la forma esfèrica de la Terra en si mateixa, sinó si la gent que vivia als antípodes eren o no descendents d'Adam, i per tant, si eren o no susceptibles de redempció. Virgili aconseguí lliurar-se a si mateix d'aquells càrrecs, i més tard va ser ordenat bisbe i canonitzat al segle xiii.[43]

Una pista no literària i molt gràfica que la gent a l'edat mitjana creia en la forma esfèrica de la Terra és l'ús de l'orbe (globus cruciger) a la regalia de molts regnes i del Sacre Imperi Romanogermànic. El seu ús està confirmat des dels temps de l'emperador Teodosi II (401 - 450), i tota l'edat mitjana; el Reichsapfel, per exemple, s'usà durant la coronació d'Enric VI l'any 1191.
Un estudi recent de conceptes medievals sobre la forma esfèrica de la Terra indicava que, des del segle viii, cap cosmògraf digne de tal nom ha qüestionat la forma esfèrica de la Terra. Per descomptat, l'opinió general de la població no la defineixen, ni llavors ni ara, els intel·lectuals de renom. És difícil dir el que la majoria de la població pensava sobre la forma de la Terra, si és que s'ho arribaven a plantejar.

### Baixa Edat Mitjana

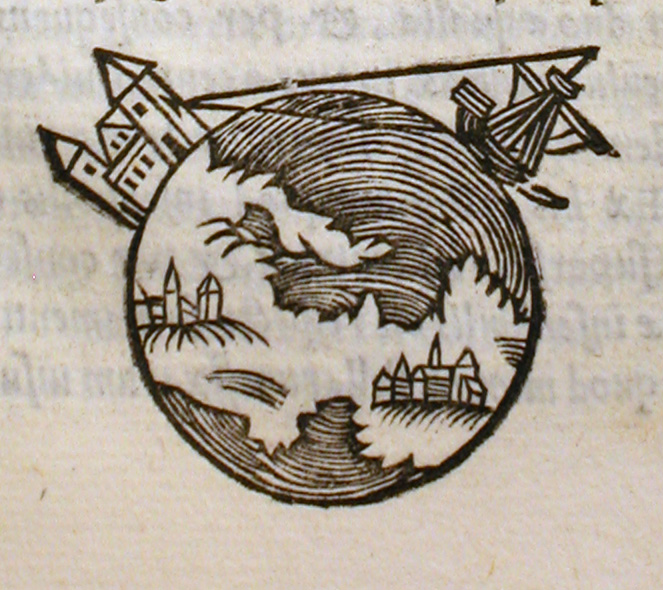
Dibuix d'una edició de 1550 de "De sphaera mundi", el llibre d'astronomia més influent del.

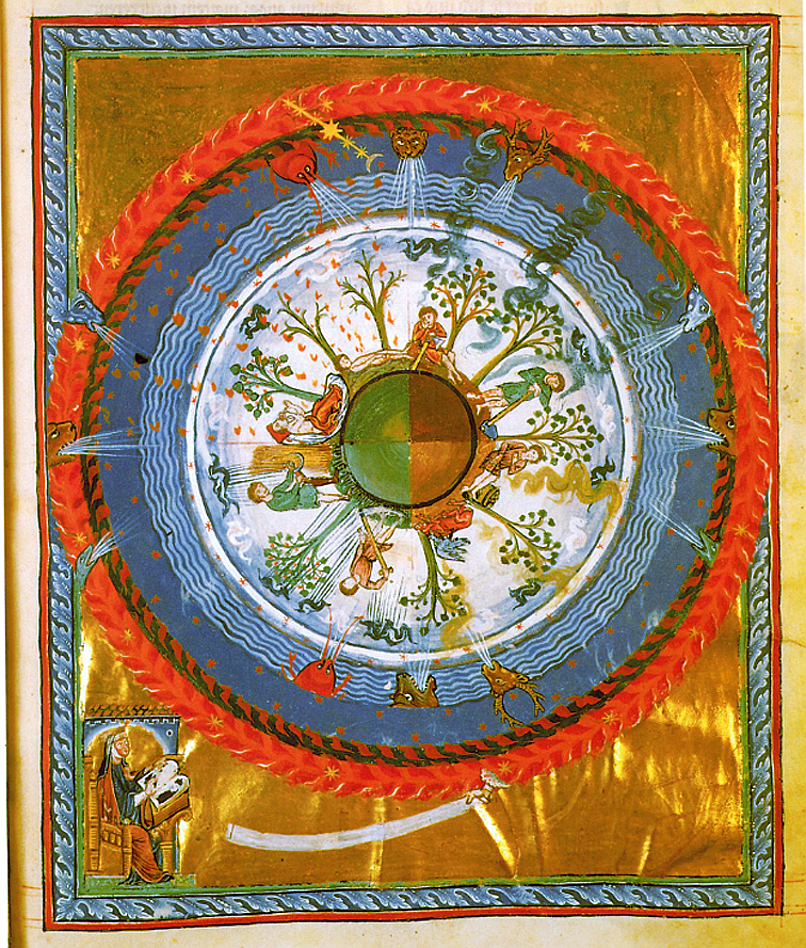
Il·lustració d'una terra amb les quatre estacions representades.

Cap al segle xi, Europa va saber de l'astronomia islàmica. Prop del 1070 començà la revolució del segle XII, que suposà una revitalització intel·lectual d'Europa amb fortes arrels filosòfiques i científiques, i un augment en l'afició per l'estudi de la natura. Per a llavors, abundants registres suggereixen que s'eliminà qualsevol dubte que els europeus poguessin tenir respecte a la forma esfèrica de la Terra.
Hermann de Reichenau (1013-1054) fou dels primers acadèmics cristians en estimar la circumferència de la Terra seguint el mètode d'Eratòstenes. Tomàs d'Aquino (1225-1274), el més important teòleg de l'edat mitjana, creia en una Terra esfèrica; donà per fet que els seus lectors també opinaven que la Terra era esfèrica. Les lectures a les universitats medievals acostumaven a presentar proves de la idea que la Terra és una esfera. Així mateix, el ja anomenat "De sphaera mundi", de lectura obligatòria pels estudiants de totes les universitats europees occidentals, descriu el món com una esfera. A més de Johannes de Sacrobosco (autor del llibre anterior, c 1220), Pierre d'Ailly i Ramon Llull també defensaren que la terra era una esfera.

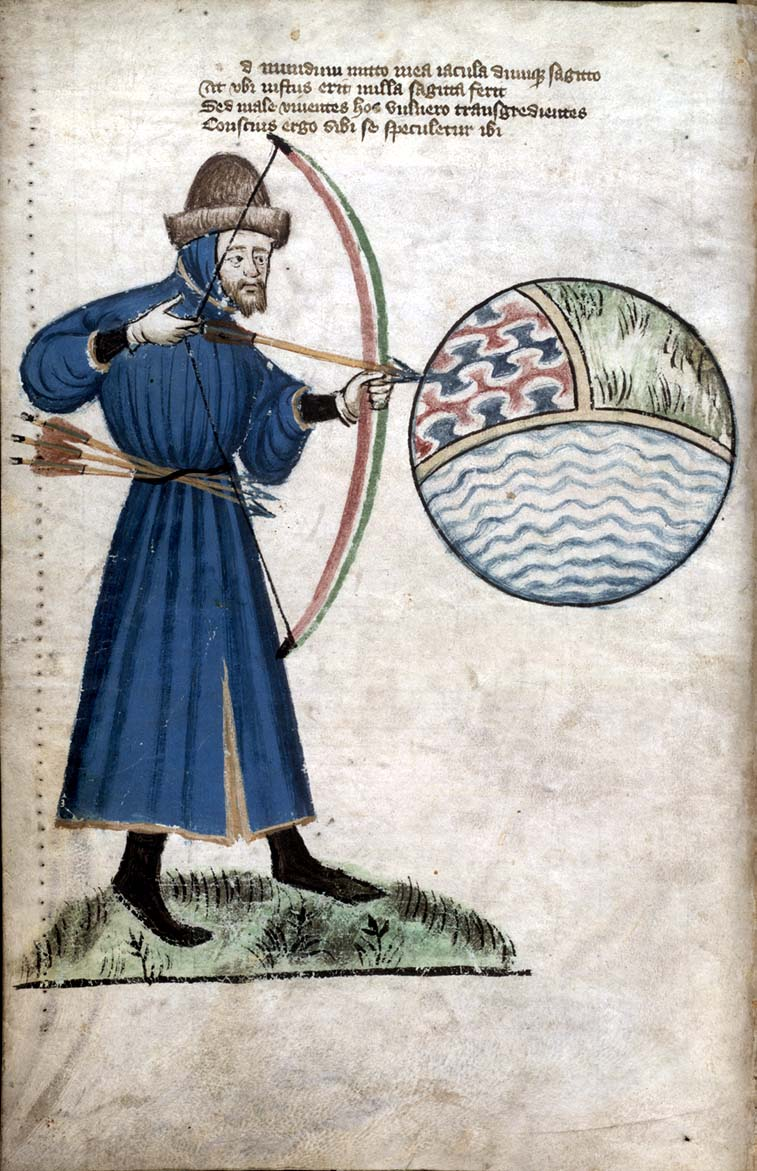
John Gower es prepara per disparar al món, una pilota representada amb tres compartiments: l'aigua, el vent i la terra. (Vox Clamantis, al voltant de 1400).

El llibre noruec Konungs skuggsjá, escrit als volts de l'any 1250, diu clarament que la Terra és esfèrica, i, que quan és de nit a l'altre costat de la Terra, és de dia a Noruega. L'autor també discuteix l'existència dels antípodes, i ressalta que, si existeixen, deuen veure el Sol al nord de la seva posició durant el migdia, així com que les seves estacions serien oposades a les que s'aprecien a l'hemisferi nord.
El lent desenvolupament de la literatura en vernacle, també ofereix l'evidència sobre la idea que la forma esfèrica de la Terra era un coneixement estès fora dels cercles acadèmics. El coneixement acadèmic de l'època s'escrivia habitualment en llatí. Per això, els treballs en idiomes o dialectes nadius (com l'italià, l'espanyol o l'alemany) normalment estaven destinats a audiències més extenses.
La Divina Comèdia de Dante Alighieri, l'última gran obra de la literatura de l'edat mitjana, escrita en italià, presenta una Terra de forma esfèrica. Així mateix, l'Elucidarium d'Honoré d'Autun (1120), un important manual per a la instrucció de clergues menors que fou traduït a anglès, francès, alemany, rus, neerlandès, noruec, islandès, espanyol i diversos dialectes italians, es refereix de forma explícita a una Terra esfèrica. Igualment, el fet que Bertold de Ratisbona (mitjans del segle xiii) usi la Terra esfèrica com a il·lustració d'un dels seus sermons mostra que, almenys, en congregació, la idea era àmpliament coneguda. El sermó fou escrit i llegit en alemany vernacle, cosa que indica que no estava dirigit cap a una audiència amb estudis.
Reinhard Krüger, professor de literatura romànica a la Universitat de Stuttgart (Alemanya) ha descobert més de 100 escriptors en llengües llatines i vernacles, des de l'antiguitat fins al segle xv, que estaven convençuts que la Terra era esfèrica com una pilota. No obstant això, en el segle xv, el teòleg espanyol Alonso Tostado encara discutia l'existència d'habitants als antípodes. Des d'un punt de vista europeu, l'exploració portuguesa de l'Àfrica i Àsia, les exploracions espanyoles a les Amèriques durant el segle xv i la navegació al voltant de tot el globus, tornat al punt de sortida, és a dir, la circumnavegació de la Terra feta per Ferran de Magallanes, apartaren les proves experimentals necessàries sobre la forma global de la Terra.

## Món islàmic

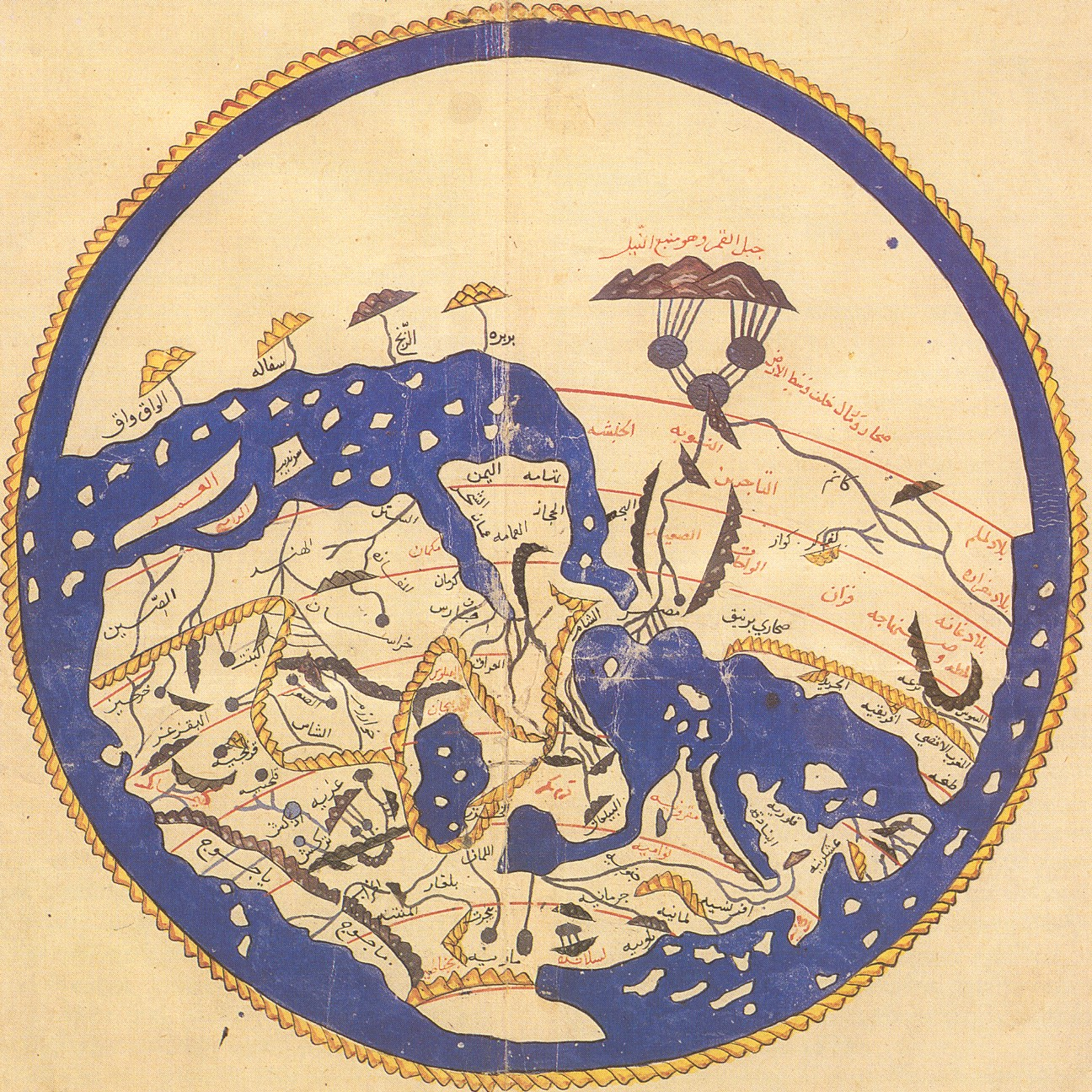
Un mapamundi del cartògraf marroquí Muhammad al-Idrisi (1100-1166).

Al voltant de 830 dC, el rei musulmà Al-Ma'mun va encarregar a un grup d'astrònoms mesurar la distància de Tadmur (Palmira) a Ar Raqqah, en la moderna Síria. Les ciutats es troben a separades per un grau de latitud i la distància entre elles de 66,666 km, i, multiplicant-ho pels 360 graus de latitud total, va calcular la circumferència de la Terra a 24.000 milles (uns 38.400 km), un valor que difereix de les estimacions modernes al voltant de 3,6%, és a dir, és relativament semblant.
Una altra estimació donada pels astrònoms d'Al-Ma'mun va ser el de 56,66 milles per cada grau àrab, el que correspon a 111,8 km per grau, i una circumferència de 40.248 km, molt a prop dels càlculs actuals, els valors moderns de 111,3 km per grau i la circumferència de 40.068 quilòmetres, respectivament.
Al-Biruní (973-1048) va resoldre una complexa equació geodèsica per calcular amb precisió la circumferència de la Terra, que, com altres càlculs àrabs estava a prop dels valors moderns de la circumferència de la Terra. La seva estimació del radi terrestre, de 6.339,9 km, va ser només 16,8 quilòmetres inferior al valor actual, concretament, de 6.356,7 km. En contrast amb els seus predecessors, que van mesurar la circumferència de la Terra pel Sol vist simultàniament des de dos llocs diferents, al-Biruni va desenvolupar un nou mètode d'utilització de càlculs trigonomètrics basats en l'angle entre un pla i muntanya, atès que les mesures més precises de la circumferència de la Terra van fer possible que es realitzessin per una sola persona des d'una única ubicació.
John J. O'Connor i Edmund F. Robertson van escriure a l'Arxiu MacTutor de la història de les matèmatiques:
| « | "Biruní va dur a terme importants contribucions a la geodèsia i a la geografia islàmica. Introduí tècniques per mesurar la Terra i les distàncies a través de triangulació, calcular el radi en 6.339,6 km, un valor que no s'havia obtingut a occident fins al segle xvi." | » |

Molts erudits musulmans declararen un mutu acord (ijmà) en el qual deien que els cossos celestes són rodons. Un d'aquests erudits, Ibn Taymiya, va dir: 
| « | "Els cossos celestes són esfèrics, a més de ser la declaració dels astrònoms i matemàtics, és també la declaració dels estudiosos de l'Islam" . | » |

Qutb-ad-Din Xirazí (d.1311) assenyala un model planetari que representa els cossos celestes en un model eclíptic. Abul-Hasan ibn al-Manaadi, Abu-Muhàmmad ibn Hazm i Abu-l-Fàraj ibn al-Jawzí, altres estudiosos àrabs van dir que els erudits musulmans estan d'acord que tots els cossos celestes són rodons. Ibn Taymiyya va dir això: 
| « | "Al·là és qui ha creat la nit i el dia, el sol i la lluna. Cadascú flota en una esfera" | » |

## Temps moderns

### Colom i la Terra plana

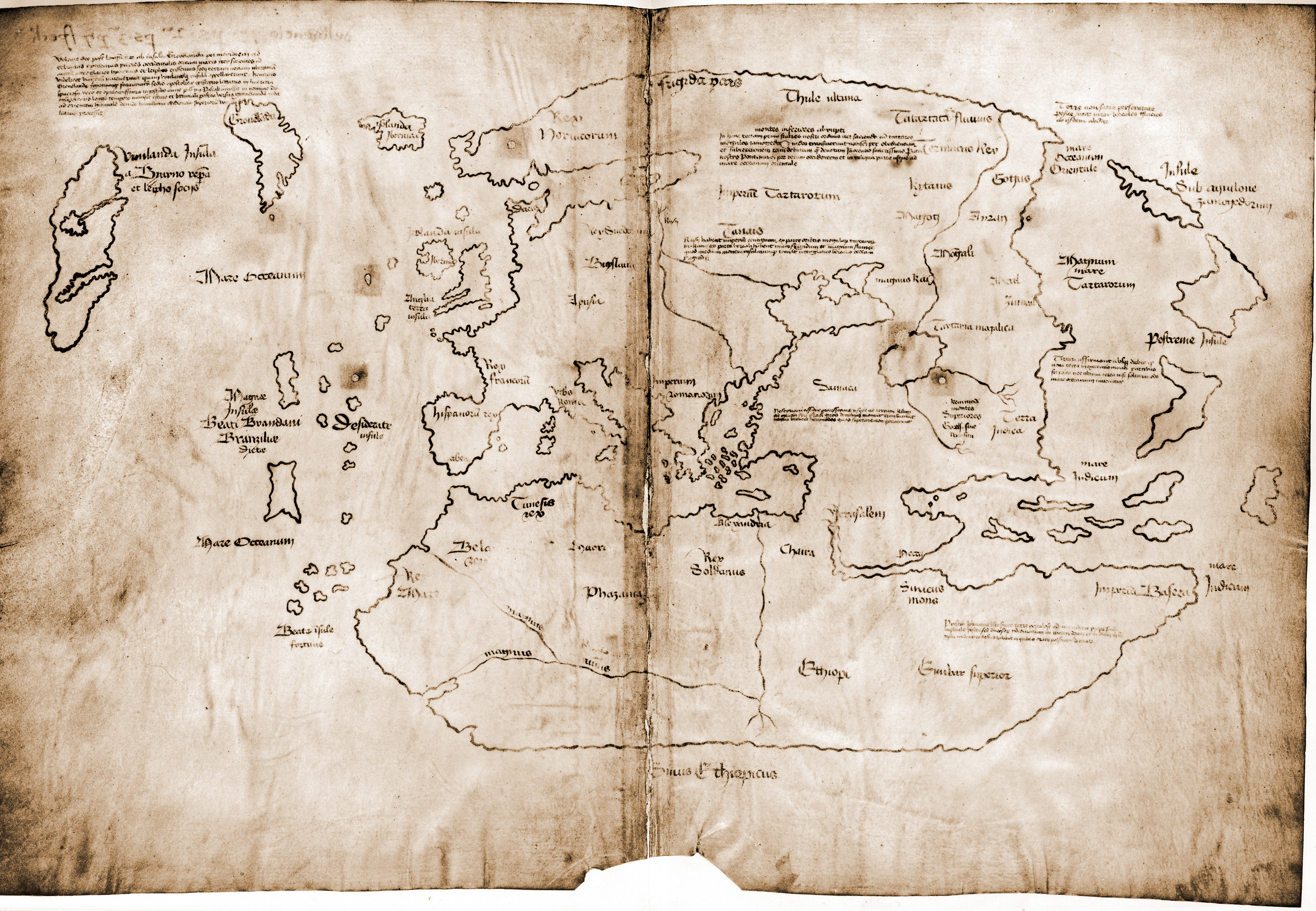
Mapa Vindland, segons Thor Eyerdall va ser fet per en Colom a l'any 1477.

La idea que les persones abans de l'era dels descobriments creien que la Terra era plana, va entrar en la imaginació popular després de la publicació de Washington Irving, La Vida i Viatges de Christopher Columbus l'any 1828. Aquesta idea és encara repetida àmpliament en alguns llibres de text. Anteriors edicions de Thomas A. Bailey van dir que "La supersticiosa tripulació de Cristòfor Colom va estar a punt de rebel·lar-se, perquè tenien por de navegar sobre la vora del món", però això no està basat en el coneixement històric.
Irving construeix la seva història partint de la discussió a Salamanca, 1486, al voltant de la qüestió de l'esfericitat de la Terra. Presenta alguns arguments en contra de la forma esfèrica (basat en la impossibilitat que un ésser humà es pugui mantenir dret a l'altre costat). No obstant això, també admet que altres estudiosos aprenen del dia acceptat l'esfera de la Terra.
En realitat, la qüestió a la dècada de 1490 no era la forma, sinó la mida de la Terra, així com la posició de la costa oriental d'Àsia. Estimacions històriques a partir de Ptolemeu després de col·locar la costa d'Àsia a prop de 180° a l'est de les Illes Canàries (el valor real és una mica curt de 140 ⁰). Colom va aprovar abans la distància de 225°, i 28° afegits (basat en els viatges de Marco Polo) i, a continuació, col·locant el Japó 30° de més a l'est. A partir de Cap de São Vicente a Portugal, Colom va fer Euràsia tram 283° cap a l'est, deixant a l'oceà Atlàntic, ja que només 77° d'amplada. Des que tenia previst deixar de Canàries (9° més a l'oest), ja que cap al seu viatge al Japó, només hauria de cobrir els 68° de longitud.
A més, Colom, erròniament va utilitzar una durada molt més curta per a un títol, ja que va substituir les milles aràbigues per les milles italianes, més curtes, fent el seu grau i la circumferència de la Terra aproximadament del 75% del que realment és. L'efecte combinat d'aquests errors va ser que Colom calculà la distància al Japó en només uns 5.000 km, mentre que la veritable xifra és d'uns 20.000 km. Estudiosos van calcular la distància oriental de l'Àsia a la península Ibèrica, però no hi ha dubte que sabien que era significativament més gran que el càlcul de Colom, i aquesta va ser la base de les crítiques a Espanya i Portugal.
El punt en disputa, per tant, no era la forma de la Terra, ni la idea que l'oest duia al Japó i la Xina, sinó la capacitat dels vaixells europeus a navegar a través del mar obert. Els petits vaixells de l'expedició de Colom (d'entre 20,5 m i 23,5 m - 67 a 77 peus - de llarg i uns 90 homes) simplement no podien portar prou menjar i aigua per arribar al Japó. De fet, els vaixells que van arribar a les illes del Carib Oriental, ho van fer amb moltes dificultats. La tripulació es va rebel·lar, no pels temors de la fi de la Terra, sinó perquè s'estaven quedant sense aliments i aigua, sense cap possibilitat de nous subministraments. Estaven a la vora de la inanició.
El que va salvar Colom, per descomptat, era que es desconeixia l'existència del continent americà, precisament en el punt en què va pensar que arribaria al Japó. La seva capacitat de subministrament d'aigua i aliments procedents de les illes del Carib, li va permetre tornar amb seguretat a Europa. En cas contrari la seva tripulació hauria mort, i els vaixells s'haurien enfonsat. Els acadèmics tenien raó, no era possible que un vaixell de vela de l'any 1492 arribés al Japó per l'oest sense morir de set o de gana.

### El mite de la creença en la Terra plana

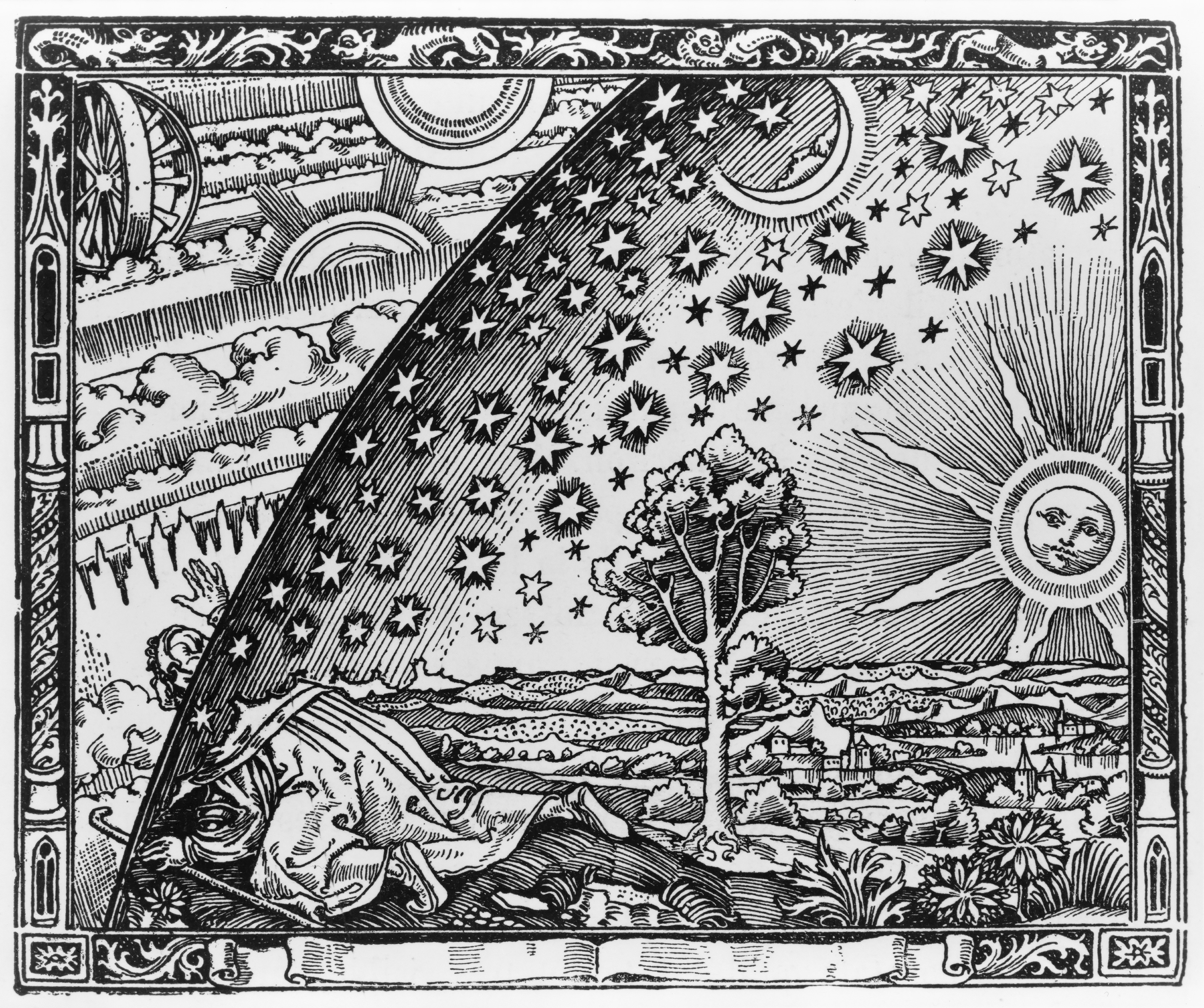
Un gravat de Flammarion, que al seu peu posa: "Un missioner medieval explica que havia trobat el lloc en el qual el Cel i la Terra es trobaven".

La idea que el cristianisme medieval, creia en una terra plana, ha estat anomenada El Mite de la Terra Plana, ja que aquesta moderna idea és falsa. El 1945, s'enumeren per la Historical Association 20 errors comuns a la història. Concretament, aquest va ser catalogat com el segon. Recents estudis consideren que, al voltant del segle iii aC, pràcticament cap persona erudita en la civilització occidental ha cregut en una Terra plana.
Jeffrey Russell afirma que la visió moderna que la gent de l'edat mitjana creia que la Terra era plana, han entrat en la imaginació popular en el segle xix, degut, en gran part, a la publicació de Washington Irving de la vida i la fantasia dels viatges de Cristòfor Colom el 1828. Tot i que aquests escriptors rebutgen la idea d'una terra plana, d'altres, com la Societat de la Terra Plana, accepta i promou la hipòtesi. La teoria de la Terra plana sempre ha estat contradictòria per aclaparadora evidència, així com per la comprensió moderna de la formació dels planetes i la física, i la comunitat científica actual rebutja la idea, i la considera com a pseudociència.
Durant el segle xix, el Romanticisme, la concepció d'una antiga era europea, l'"Edat fosca", ha donat molta més importància al model d'una terra plana del qual mai s'ha posseït històricament.
L'autor d'un gravat d'àmplia difusió d'un home ficant el cap a través de l'expansió d'una Terra plana per veure la mecànica dels àmbits, executat a l'estil del segle xvi, no es pot atribuir a una font d'abans de Camille Flammarion. El gravat s'il·lustra en la declaració medieval: "va arribar a l'horitzó, a on la Terra i el cel es va reunir", una anècdota per Voltaire, però no a qualsevol font medieval coneguda. A més, s'il·lustra simplement com una caricatura, i Flammarion escriu: "I, no obstant això, aquesta cúpula no existeix. En un globus, jo mateix he pujat més alt que els déus grecs, on se suposa que no es pot viure en arribar a aquest punt, que, per descomptat, desapareix al mateix ritme en què ens acostem a ella, ridiculitzant el conte del seu llibre el caràcter d'un missioner medieval". A la seva forma original, el gravat decoratiu inclou una frontera que el col·loca en el segle xix, però, posteriors publicacions mostren que la fusta data del segle xvi, va ser retirat de la frontera.

### Societat de la Terra plana

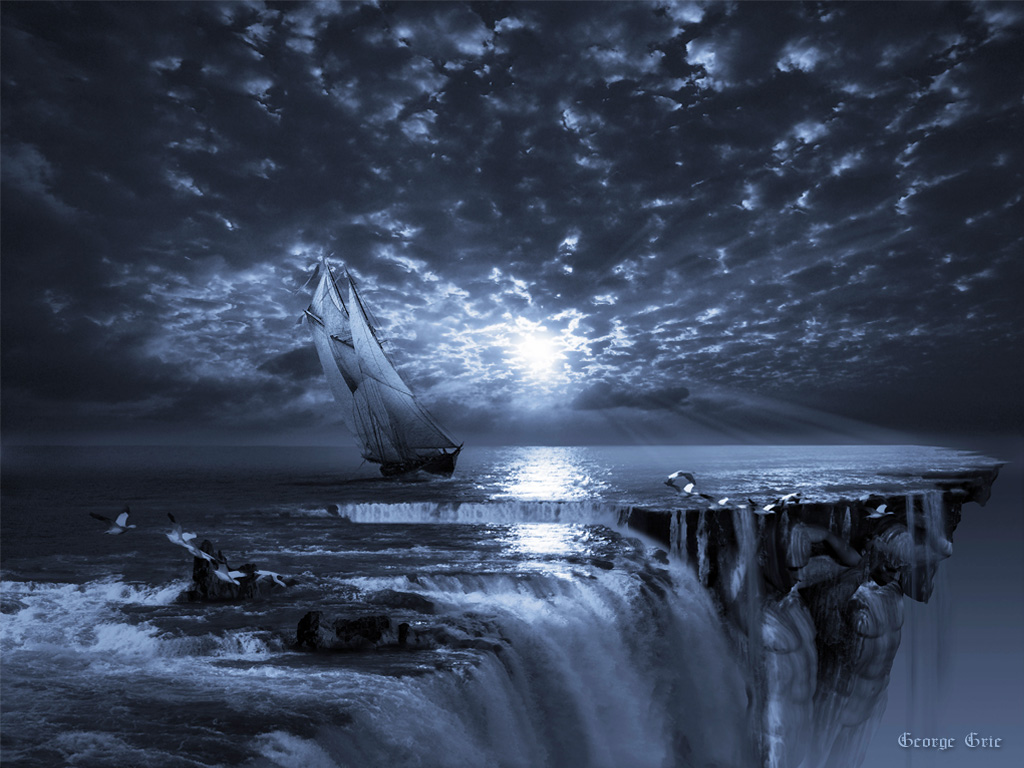
La frontera del món, segons la societat de la terra plana.

L'últim "grup" de proponents de la forma de la Terra com a plana, manté viu el concepte i alhora reivindica uns pocs milers de seguidors. El darrer president de la Societat, Charles K. Johnson, durant anys d'examen dels estudis de la forma de la Terra, segons ell, hi ha una conspiració contra la teoria de la Terra plana, però també hi ha propostes de proves a favor d'una terra plana. Ell diu: "La idea d'un món esfèric no és més que una conspiració errònia que alguns han defensat..." El seu article va ser publicat a una revista. S'assenyala a continuació una recopilació de l'any 1980:
"Si es tracta d'una esfera, la superfície d'una gran massa d'aigua ha de ser corba. Després d'haver comprovat les superfícies de diverses acumulacions d'aigües, els "comprovants" no han detectat la més mínima curvatura".